# Estadio Juan Carmelo Zerillo
El Estadio Juan Carmelo Zerillo, conocido popularmente como el Bosque, es un estadio de fútbol propiedad del Club de Gimnasia y Esgrima La Plata, ubicado en La Plata, Argentina. Se sitúa dentro del parque Paseo del Bosque, sobre la intersección de la avenida 60 y calle 118.
Fue inaugurado el 26 de abril de 1924, en un partido entre Gimnasia y Esgrima y Estudiantil Porteño, que ganó el local por 3 a 0. En diciembre de 1974 fue bautizado oficialmente con el nombre de Juan Carmelo Zerillo, presidente del club en los años 1920 y 1930. Actualmente, con las reformas efectuadas en la Platea Néstor Basile, posee una capacidad para 30.973 espectadores.

## Historia

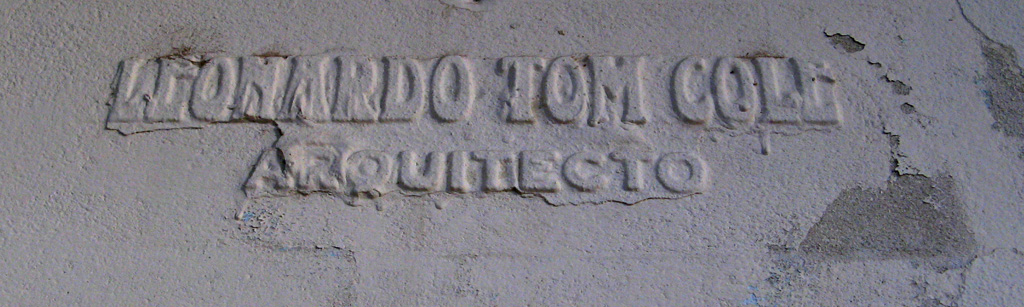
Firma del arquitecto Leonardo Tomas Cole.

El estadio abrió sus puertas el 26 de abril de 1924, ante la presencia del Gobernador de aquel entonces, el Dr. Cantilo. El primer partido se desarrolló el 27 de abril, contra Estudiantil Porteño, venciendo Gimnasia y Esgrima La Plata por 3 a 0. Si bien la ceremonia oficial se postergó hasta el Aniversario de la Ciudad de La Plata, el 19 de noviembre, donde Gimnasia disputó un amistoso con Peñarol de Montevideo, se iniciaba un asentamiento que en el año 2004 cumplió 80 años de existencia.

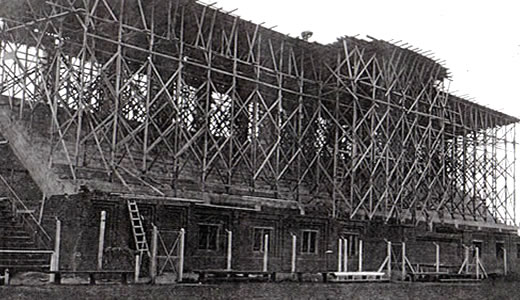
Construcción de la techada.

Ese año de 1924 fue muy importante en la historia futbolística del Club, pues su primer equipo, además de obtener el campeonato, permaneció invicto durante 20 fechas y sin goles en contra actuando como local.
A partir de la inauguración oficial del estadio, se realizó un gran número de obras tanto en el campo de juego como en los espacios anexos del predio. En 1931 se concluyó la tribuna techada oficial para socios. Y a fines de la década del año 1940 se terminaron de colocar todas las butacas. A la vez, se fueron construyendo las tribunas populares con tablones de madera para que la capacidad total del estadio superara las 20.000 ubicaciones.

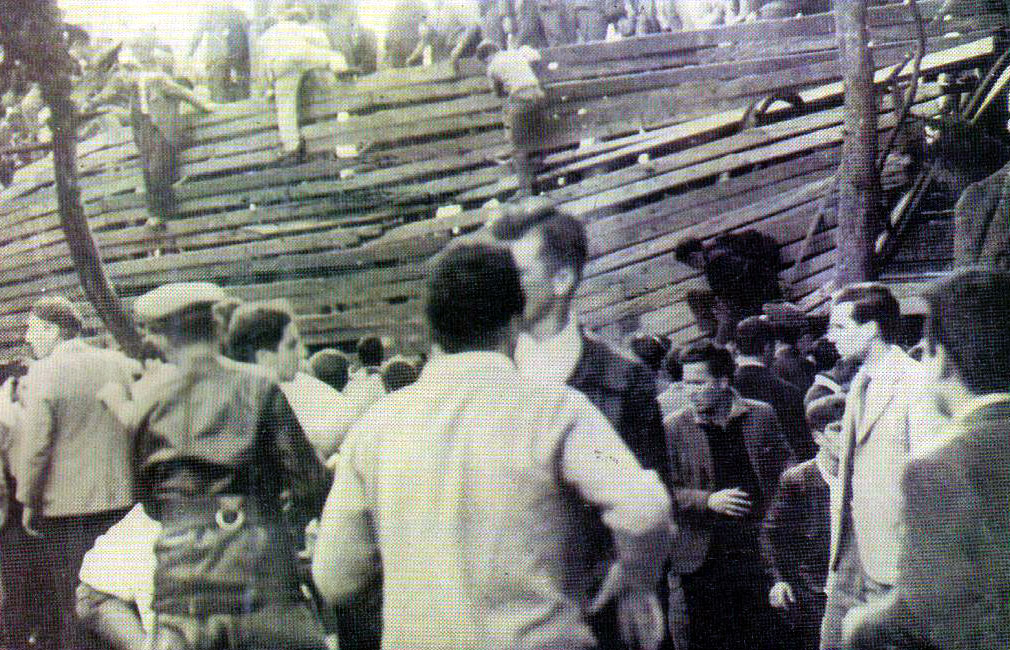
Imagen del derrumbe de 1959.

En un clásico disputado en 1959, la tribuna visitante, por entonces de madera, se derrumbó produciendo decenas de heridos. El partido debió ser suspendido y se reanudó días después en el estadio de Quilmes.
En 1974 fue bautizado con el nombre de Juan Carmelo Zerillo, presidente del club en los años 1920 y 1930.
Con el paso de los años, la cancha fue modificando su estructura y albergando a una mayor cantidad de público. Luego de las notables campañas del club en la década de 1990, y ante la demora de la construcción del Estadio Ciudad de La Plata, el técnico de Gimnasia Carlos Timoteo Griguol exigió al entonces presidente del club, Héctor Atilio Delmar, que ampliara la capacidad del estadio para poder cumplir las normas exigidas por la FIFA, las cuales decían que a partir de 2001 ningún club de Primera División podía tener su estadio construido con madera. Con esas reformas, el estadio llegó a albergar un máximo de 21.500 espectadores.
Entre 2006 y junio de 2008, el estadio no se pudo utilizar para torneos oficiales, debido a las nuevas normas de seguridad del Co.Pro.Se.De, comité creado en 2002 con el objetivo de disminuir los hechos de violencia en los espectáculos deportivos de la Provincia de Buenos Aires. El presidente en su momento, Juan José Muñoz, decidió utilizar el Estadio Ciudad de La Plata para jugar como de local. Esta decisión tomada por la CD, sin llamar a una Asamblea y contrariando la histórica postura de la parcialidad tripera, trajo aparejada diversos reclamos.[cita requerida]
La Comisión Directiva que tomó las riendas del club en 2008 comenzó a tratar de la remodelación del estadio por parte de una empresa extranjera y la construcción de una segunda bandeja a cambio de la explotación, por parte de la firma, de espectáculos no deportivos. En el transcurso, también se logró, tras unas reparaciones y mejoras de las instalaciones llevadas a cabo durante el primer semestre de 2008, la aprobación por parte del Co.Pro.Se.De para jugar partidos oficiales, pero de menor convocatoria.
De esta forma, el 21 de junio de 2008, Gimnasia volvió a jugar de forma oficial, en su estadio, frente a Lanús. Desde el inicio del torneo Apertura 2008, Gimnasia utiliza su estadio para la mayoría de sus encuentros de local. Aun así, el equipo puede jugar de local en el Estadio Ciudad de La Plata cada vez que así lo decidiera.
Desde el año 2009, un grupo de socios creó el espacio «Por y Para el Bosque», que realiza trabajos en el estadio y recauda fondos a través de distintos eventos para aportar a la remodelación de la Platea Néstor Basile.

## Remodelación
El estadio estuvo en proceso de remodelación, en el marco de un proyecto integral que contempla -además- la modernización de todo el predio que posee el Club en el bosque.
El objetivo final fue la renovación de la cancha en su totalidad, reconstruyendo la demolida platea H que se llama «Néstor Basile» y llenando los huecos ubicados entre la platea René Favaloro y las populares Centenario y Avenida 60.
El proyecto de remodelación se presentó durante el aniversario 125 de la institución y su ejecución es a través de un fideicomiso administrado por el Banco Provincia.
Un porcentaje importante del dinero allí gestionado proveniente de aportes de los socios mediante compra de plateas, adquisición de productos del Club asociados a la campaña y aportes individuales.
La platea H fue construida de lado a lado y, al finalizarse las obras, logra una dimensión de 122 metros de longitud. Se añadirán 6000 lugares, en su primera etapa, y 2500 en la segunda, para las obras en una bandeja superior. Con esto, la capacidad del estadio pasó a 30973 espectadores. Entre bandeja y bandeja, se construirá una hilera de palcos, a los cuales se trasladarán los que actualmente utiliza la prensa, que se encuentran en la platea René Favaloro. Debajo y detrás de la nueva estructura serán trasladados los vestuarios, la sala de conferencias de prensa y salas de precalentamiento.

## Juan Carmelo Zerillo

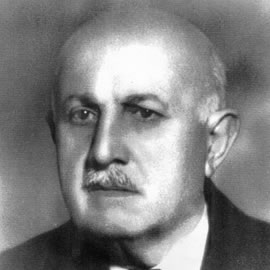
expresidente Juan Carmelo Zerillo, 1929.

Juan Carmelo Zerillo fue presidente de Gimnasia y Esgrima La Plata durante 1929, después del mandato del Dr. Adolfo Rivarola, y terminó su presidencia en 1931. Lo sucedería Juan T. Erbiti. Entre los logros de su presidencia se destaca el título amateur del equipo de fútbol, que se coronó campeón del torneo de Primera División de 1929.

## Conciertos
- Los Piojos (10 de mayo de 1997; 16 y 17 de julio de 1999; 27, 28 y 29 de abril de 2001; 12, 13, 19, 20 y 21 de abril de 2002)
- La Renga (31 de agosto, 1 y 2 de septiembre de 2001; 13 de diciembre de 2003)

## Galería

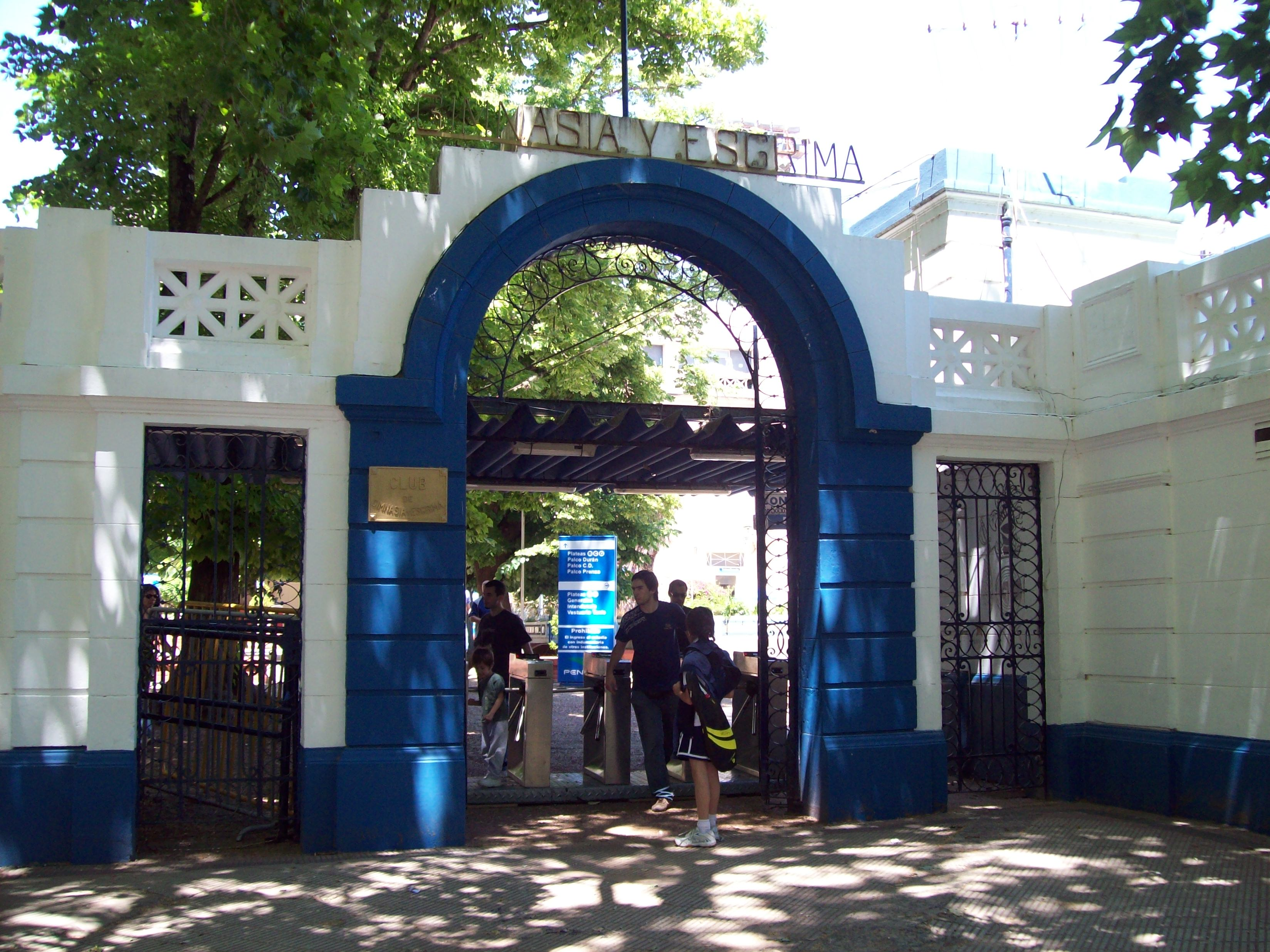
Acceso al estadio.
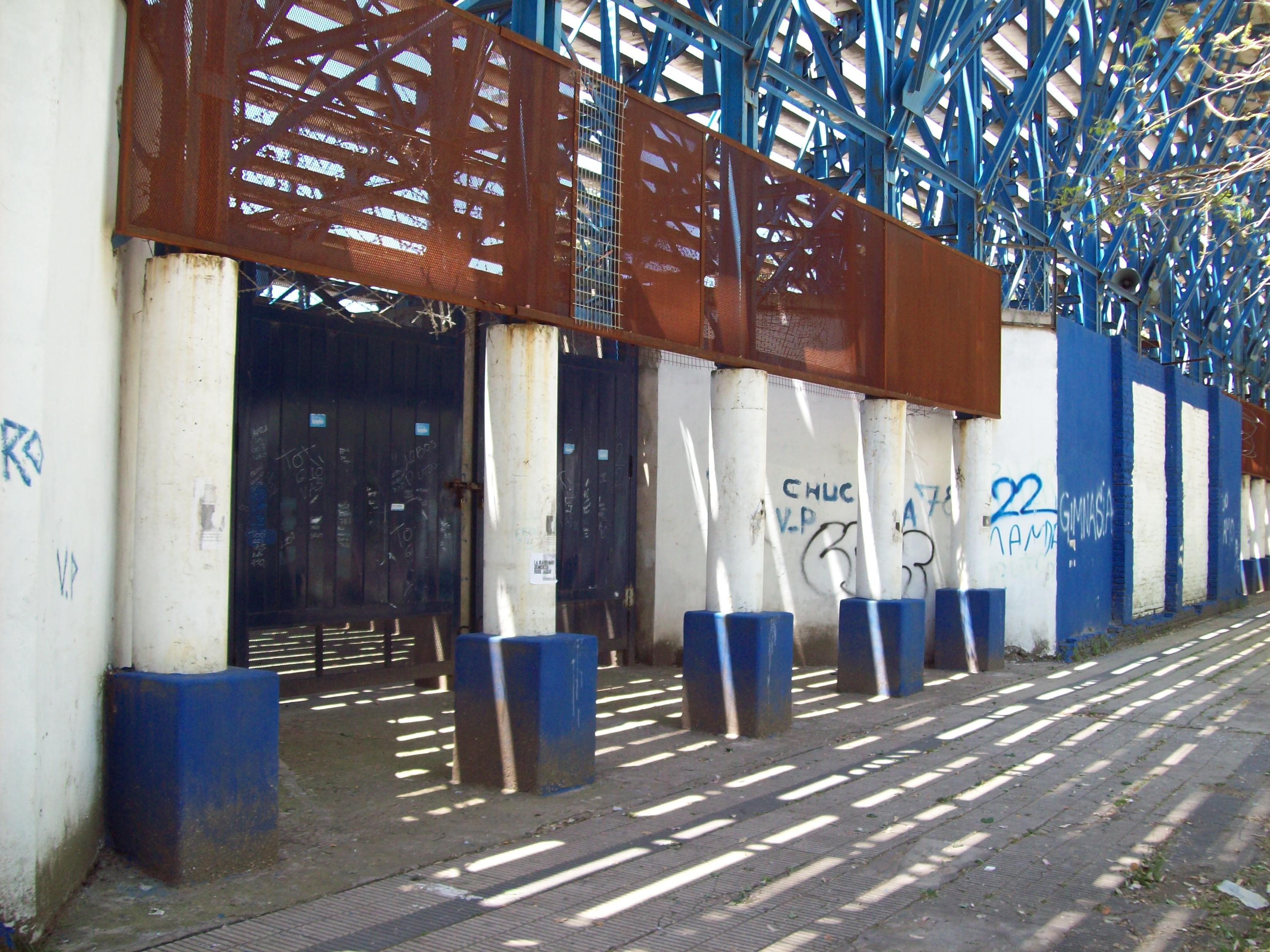
Acceso Oeste.
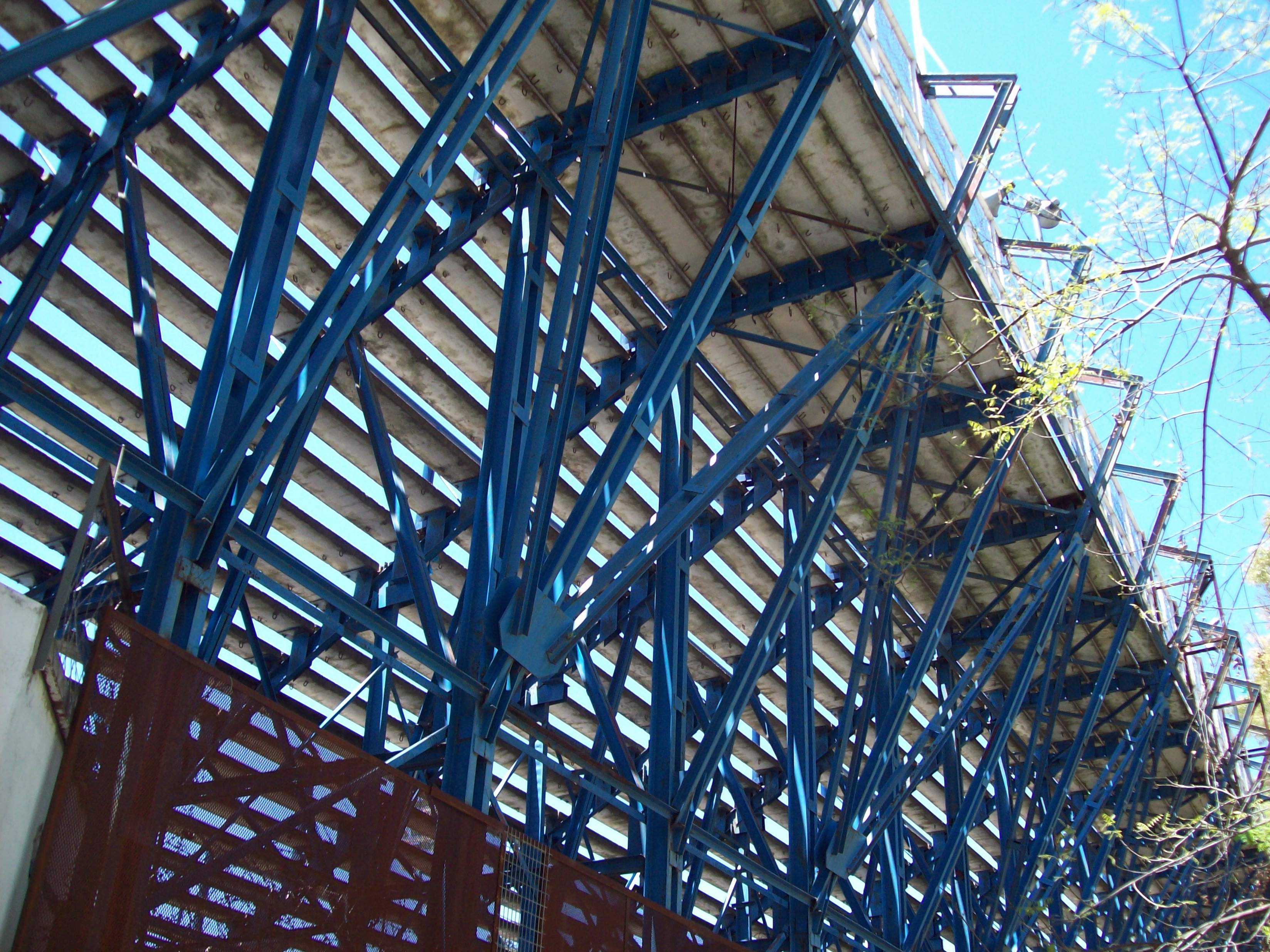
Tribuna Oeste.
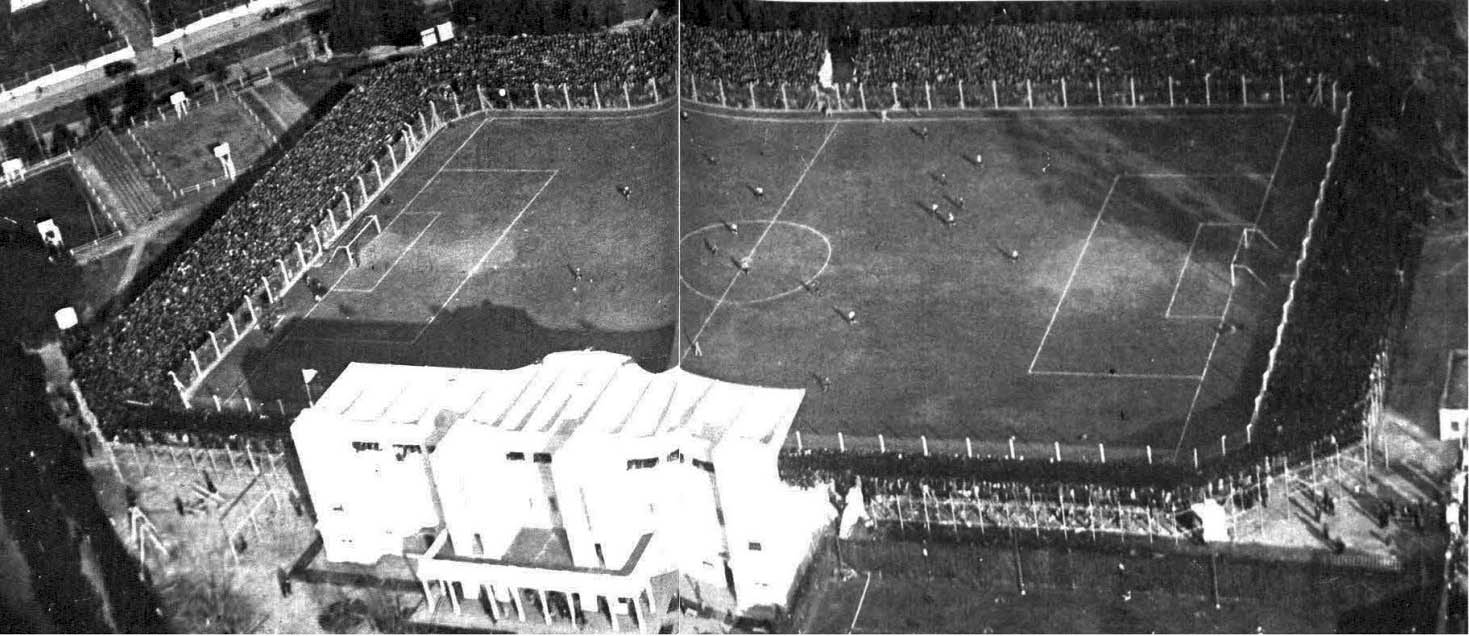
Vista aérea circa 1933.